# Łabiszynek

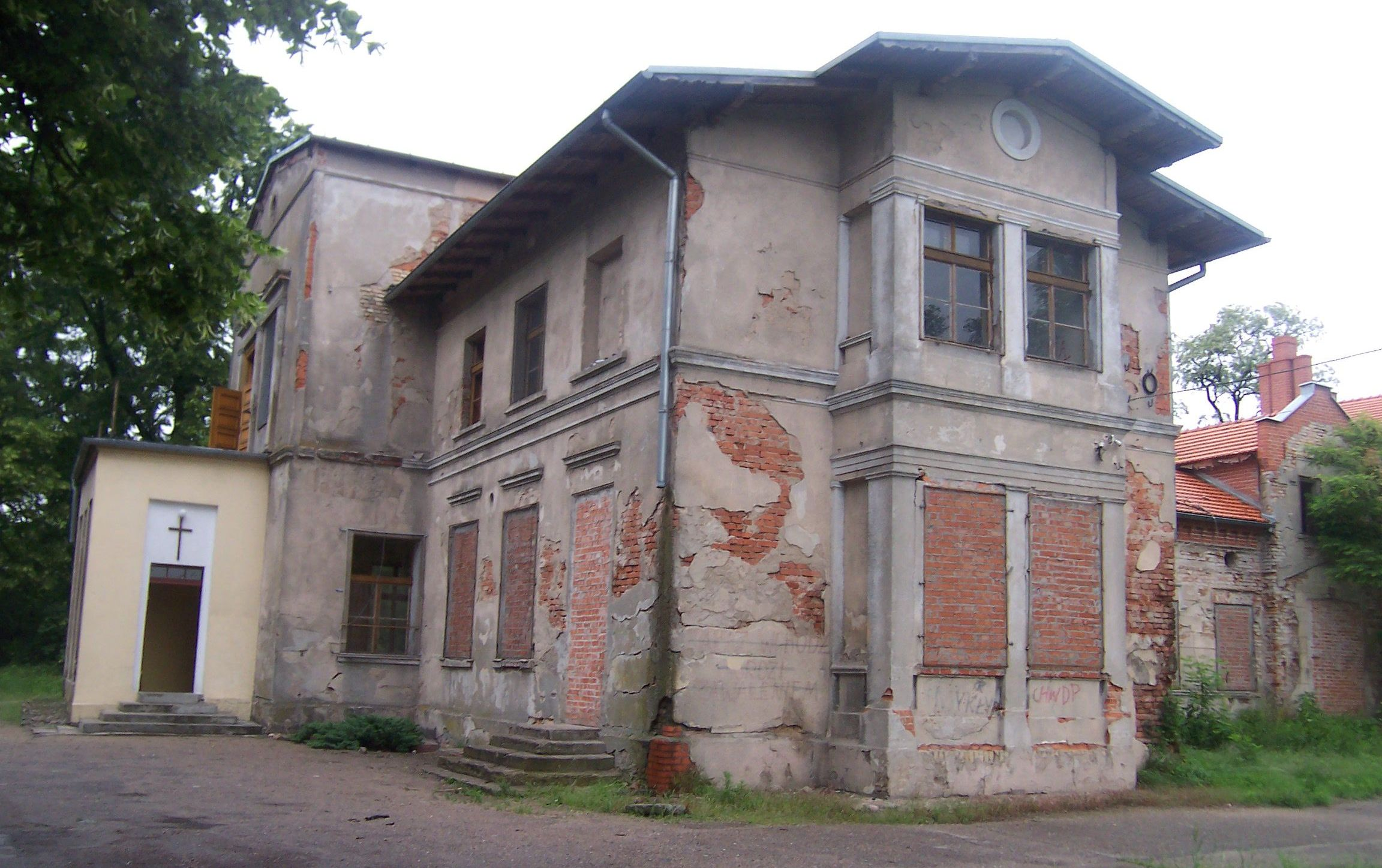
dwór, 1 poł. XIX

Łabiszynek – osada w Polsce, położona w województwie wielkopolskim, w powiecie gnieźnieńskim, w gminie Gniezno.
We wsi znajduje się dwór Galińskich z I połowy XIX wieku, w którym mieści się kaplica filialna parafii pw. bł. Radzyma Gaudentego w Gnieźnie.
W latach 1975–1998 miejscowość administracyjnie należała do województwa poznańskiego.